# Patricio Manns
Patricio Manns, född 3 augusti 1937 i Nacimiento i Biobío, död 25 september 2021 i Viña del Mar, var en chilensk musiker, kompositör och författare. Till hans mest kända sånger hör "Arriba en La Cordillera". Han har bland annat spelat in musik med Inti-Illimani och Quilapayún.